# Novillers
Novillers est une commune française située dans le département de l'Oise en région Hauts-de-France.
Elle est localement appelée Novillers-les-Cailloux.

## Géographie
| Sainte-Geneviève        |            | Cauvigny                |
| Mortefontaine-en-Thelle | Novillers  | Lachapelle-Saint-Pierre |
|                         | Anserville | Dieudonné               |

### Hydrographie
La commune est située dans le bassin Seine-Normandie. Elle n'est drainée par aucun cours d'eau,.

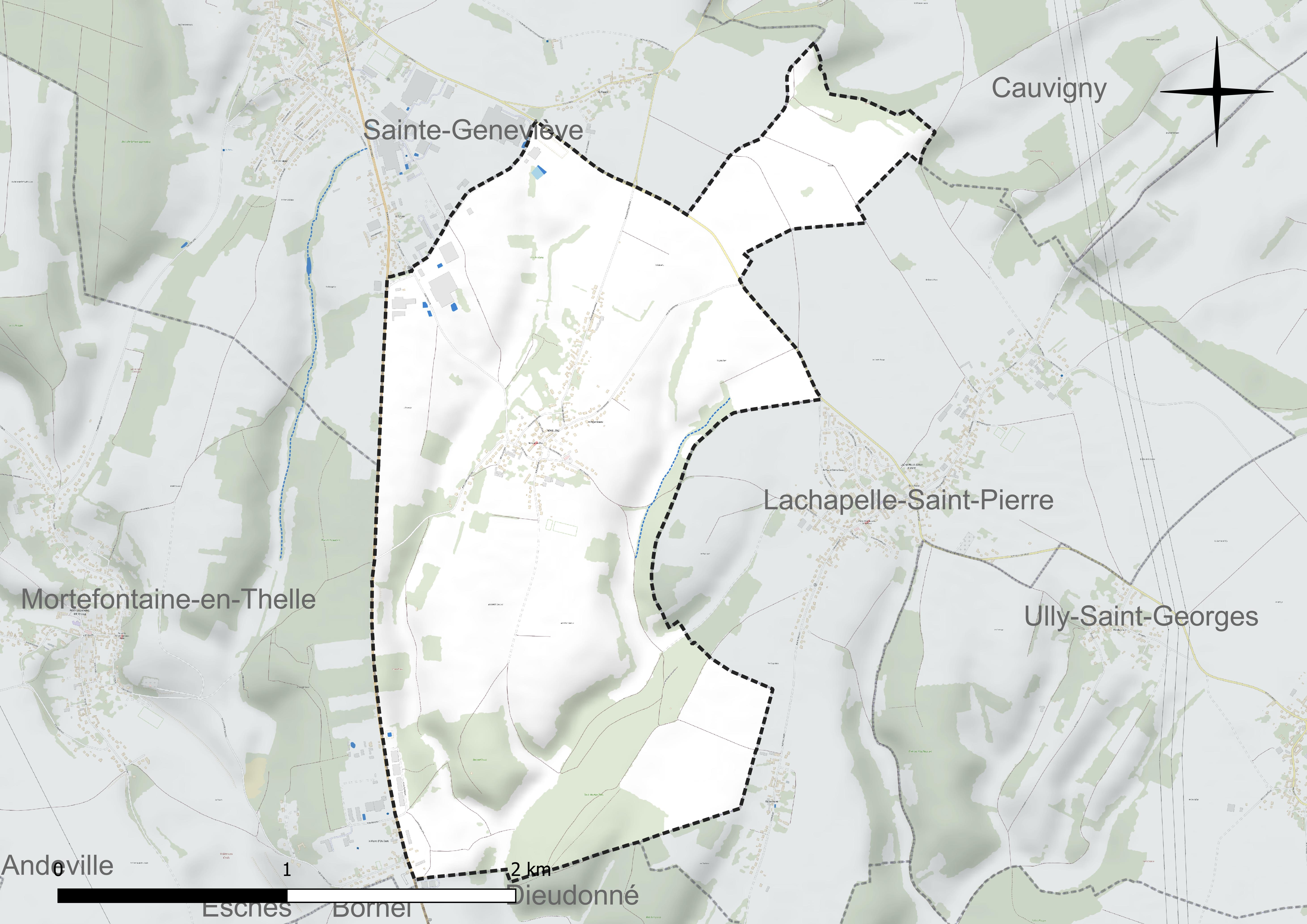
Réseau hydrographique de Novillers.

### Climat
Pour des articles plus généraux, voir Climat des Hauts-de-France et Climat de l'Oise.
En 2010, le climat de la commune est de type climat océanique dégradé des plaines du Centre et du Nord, selon une étude du CNRS s'appuyant sur une série de données couvrant la période 1971-2000. En 2020, Météo-France publie une typologie des climats de la France métropolitaine dans laquelle la commune est exposée à un climat océanique et est dans la région climatique  Sud-ouest du bassin Parisien, caractérisée par une faible pluviométrie, notamment au printemps (120 à 150 mm) et un hiver froid (3,5 °C). 
Pour la période 1971-2000, la température annuelle moyenne est de 10,2 °C, avec une amplitude thermique annuelle de 14,4 °C. Le cumul annuel moyen de précipitations est de 786 mm, avec 12,3 jours de précipitations en janvier et 8,4 jours en juillet. Pour la période 1991-2020, la température moyenne annuelle observée sur la station météorologique la plus proche, située sur la commune de Creil à 20 km à vol d'oiseau, est de 11,2 °C et le cumul annuel moyen de précipitations est de 662,2 mm,. Pour l'avenir, les paramètres climatiques de la commune estimés pour 2050 selon différents scénarios d'émission de gaz à effet de serre sont consultables sur un site dédié publié par Météo-France en novembre 2022.

## Urbanisme

### Typologie
Au 1er janvier 2024, Novillers est catégorisée bourg rural, selon la nouvelle grille communale de densité à sept niveaux définie par l'Insee en 2022.
Elle est située hors unité urbaine. Par ailleurs la commune fait partie de l'aire d'attraction de Paris, dont elle est une commune de la couronne,. 

### Occupation des sols
L'occupation des sols de la commune, telle qu'elle ressort de la base de données européenne d'occupation biophysique des sols Corine Land Cover (CLC), est marquée par l'importance des territoires agricoles (79,5 % en 2018), en diminution par rapport à 1990 (86,7 %). La répartition détaillée en 2018 est la suivante : 
terres arables (61,1 %), zones agricoles hétérogènes (18,4 %), forêts (13,2 %), zones urbanisées (5,1 %), zones industrielles ou commerciales et réseaux de communication (2,1 %). L'évolution de l'occupation des sols de la commune et de ses infrastructures peut être observée sur les différentes représentations cartographiques du territoire : la carte de Cassini (XVIIIe siècle), la carte d'état-major (1820-1866) et les cartes ou photos aériennes de l'IGN pour la période actuelle (1950 à aujourd'hui).

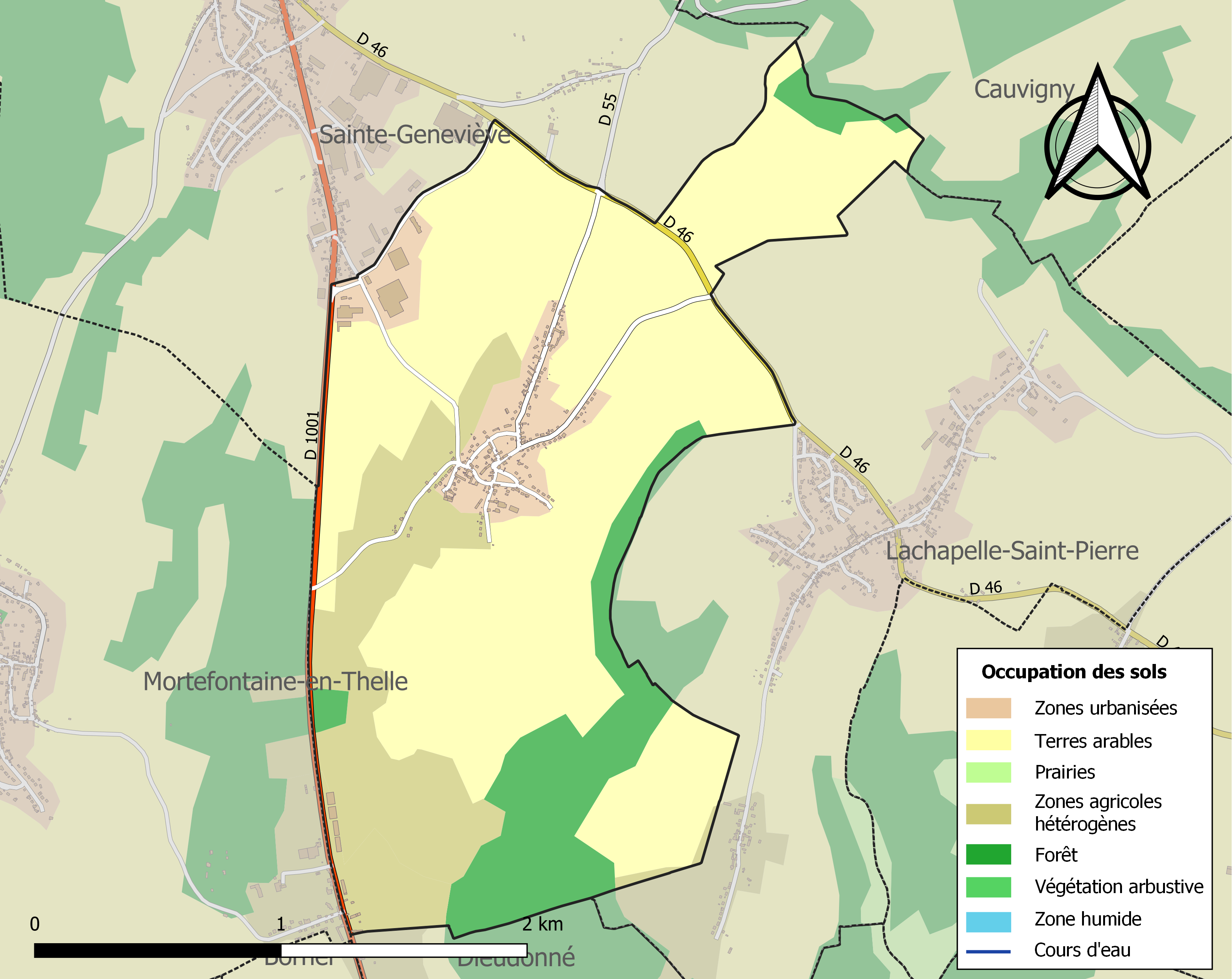
Carte des infrastructures et de l'occupation des sols de la commune en 2018 (CLC).

### Voies de communication et transports
La commune est desservie, en 2023, par les lignes 6108, 6142 et 6202 du réseau interurbain de l'Oise.

## Toponymie
Le nom de la localité est attesté sous les formes Nauviller (1550) ; Novillers (1667) ; Noviller sainte Geneviève (XVIIe) ; Novilliers (XVIIe) ; Noviller Sainte Geneviève (1779) ; Novillers Geneviève (XIXe) ; Noviller (1840) ; Novillers-les-Cailloux (XIXe), nom encore utilisé localement.

Novillers est à rapprocher de la série des toponymes en "Neuville" et "cailloux" pour les nombreux silex sur le territoire.

## Histoire
Le village, situé sur une ancienne voie romaine, était autrefois une dépendance de la paroisse de Sainte-Geneviève et disposait d'une chapelle près de laquelle se trouvait une maladrerie au lieu-dit le Fond-Ladre.
En 1579, alors que le hameau de Novilliers dépendait encore de la paroisse de Sainte-Genevière, le curé de cette paroisse fut privé d'une redevance annuelle, au bénéfice de son vicaire établi à Novilliers. De cette animosité, une fracture s'établit entre ces deux communautés, toujours administrativement liées.
Au moment de la Révolution française, Novilliers tenta d'obtenir la reconnaissance de son autonomie, profitant de la création des communes et des élections municipales décrétées par l'Assemblée nationale constituante pour former illégalement une municipalité dissidente. Cette démarche échoua, et la commune de Novilliers ne prit son indépendance qu'en 1835, par détachement de celle de Sainte-Geneviève.
Le bourg a eu une activité essentiellement agricole, et comptait quelques ateliers de tabletterie et fabriques de brosses à dents. En 1900, il comptait deux cafés-épiceries.

## Politique et administration

L'ancienne communauté de communes du pays de Thelle dans le département de l'Oise.

### Rattachements administratifs et électoraux
La commune se trouve dans l'arrondissement de Beauvais du département de l'Oise. Pour l'élection des députés, elle fait partie de la deuxième circonscription de l'Oise.
Elle faisait partie depuis sa création en 1835 du canton de Noailles. Dans le cadre du redécoupage cantonal de 2014 en France, la commune fait désormais partie du canton de Chaumont-en-Vexin.

### Intercommunalité
La commune faisait partie de la communauté de communes du pays de Thelle, créée en 1996.
Dans le cadre des dispositions de la loi portant nouvelle organisation territoriale de la République (Loi NOTRe) du 7 août 2015, qui prévoit que les établissements publics de coopération intercommunale (EPCI) à fiscalité propre doivent avoir un minimum de 15 000 habitants, le préfet de l'Oise a publié en octobre 2015 un projet de nouveau schéma départemental de coopération intercommunale, qui prévoit la fusion de plusieurs intercommunalités, et en particulier  de la communauté de communes du Pays de Thelle et de la communauté de communes la Ruraloise, formant ainsi une intercommunalité de 42 communes et de 59 626 habitants,.
La nouvelle intercommunalité, dont est membre la commune et dénommée provisoirement communauté de communes du Pays de Thelle et Ruraloise, est créée par un arrêté préfectoral du 30 novembre 2016 qui a pris effet le 1er janvier 2017.

### Liste des maires
| Période                                  | Période                      | Identité          | Étiquette | Qualité                                                                       |
| ---------------------------------------- | ---------------------------- | ----------------- | --------- | ----------------------------------------------------------------------------- |
| Les données manquantes sont à compléter. |                              |                   |           |                                                                               |
| 1977                                     | 2008                         | Gerty Beirens     |           | Agriculteur Président du Syndicat des eaux d'Ully-Saint-Georges (1989 → 2014) |
| 2008                                     | En cours (au 4 janvier 2017) | Thierry Devillard |           | Chef d'entreprise Réélu pour le mandat 2014-2020                              |

## Population et société

### Démographie

#### Évolution démographique
L'évolution du nombre d'habitants est connue à travers les recensements de la population effectués dans la commune depuis 1836. Pour les communes de moins de 10 000 habitants, une enquête de recensement portant sur toute la population est réalisée tous les cinq ans, les populations de référence des années intermédiaires étant quant à elles estimées par interpolation ou extrapolation. Pour la commune, le premier recensement exhaustif entrant dans le cadre du nouveau dispositif a été réalisé en 2008.

En 2022, la commune comptait 374 habitants, en évolution de +3,6 % par rapport à 2016 (Oise : +0,87 %, France hors Mayotte : +2,11 %).
| 1836 | 1841 | 1846 | 1851 | 1856 | 1861 | 1866 | 1872 | 1876 |
| ---- | ---- | ---- | ---- | ---- | ---- | ---- | ---- | ---- |
| 206  | 214  | 229  | 211  | 198  | 207  | 183  | 177  | 179  |

| 1881 | 1886 | 1891 | 1896 | 1901 | 1906 | 1911 | 1921 | 1926 |
| ---- | ---- | ---- | ---- | ---- | ---- | ---- | ---- | ---- |
| 212  | 199  | 162  | 152  | 135  | 145  | 123  | 129  | 135  |

| 1931 | 1936 | 1946 | 1954 | 1962 | 1968 | 1975 | 1982 | 1990 |
| ---- | ---- | ---- | ---- | ---- | ---- | ---- | ---- | ---- |
| 112  | 116  | 95   | 73   | 79   | 72   | 75   | 133  | 207  |

| 1999 | 2006 | 2008 | 2013 | 2018 | 2022 | - | - | - |
| ---- | ---- | ---- | ---- | ---- | ---- | - | - | - |
| 315  | 358  | 369  | 357  | 366  | 374  | - | - | - |

#### Pyramide des âges
La population de la commune est relativement jeune.
En 2018, le taux de personnes d'un âge inférieur à 30 ans s'élève à 35,0 %, soit en dessous de la moyenne départementale (37,3 %). À l'inverse, le taux de personnes d'âge supérieur à 60 ans est de 17,5 % la même année, alors qu'il est de 22,8 % au niveau départemental.
En 2018, la commune comptait 198 hommes pour 168 femmes, soit un taux de 54,1 % d'hommes, largement supérieur au taux départemental (48,89 %).
Les pyramides des âges de la commune et du département s'établissent comme suit.
| Hommes | Classe d’âge | Femmes |
| ------ | ------------ | ------ |
| 0,0    | 90 ou +      | 0,6    |
| 3,0    | 75-89 ans    | 4,8    |
| 14,6   | 60-74 ans    | 11,9   |
| 23,7   | 45-59 ans    | 29,2   |
| 19,2   | 30-44 ans    | 23,8   |
| 18,7   | 15-29 ans    | 13,7   |
| 20,7   | 0-14 ans     | 16,1   |

| Hommes | Classe d’âge | Femmes |
| ------ | ------------ | ------ |
| 0,5    | 90 ou +      | 1,4    |
| 5,5    | 75-89 ans    | 7,6    |
| 15,6   | 60-74 ans    | 16,3   |
| 20,8   | 45-59 ans    | 20     |
| 19,4   | 30-44 ans    | 19,4   |
| 17,6   | 15-29 ans    | 16,2   |
| 20,6   | 0-14 ans     | 19,1   |

### Manifestations culturelles et festivités
Une brocante, créée dans les années 1980, a lieu le dernier dimanche de juin.

## Économie
En 2017, la commune dispose d'une zone d'activité industrielle jouxtant Sainte-Geneviève. Des artisans sont implantés au hameau de la Mare-d'Ovillers, sur l'ex-RN 1 et au village.

## Culture locale et patrimoine

### Lieux et monuments

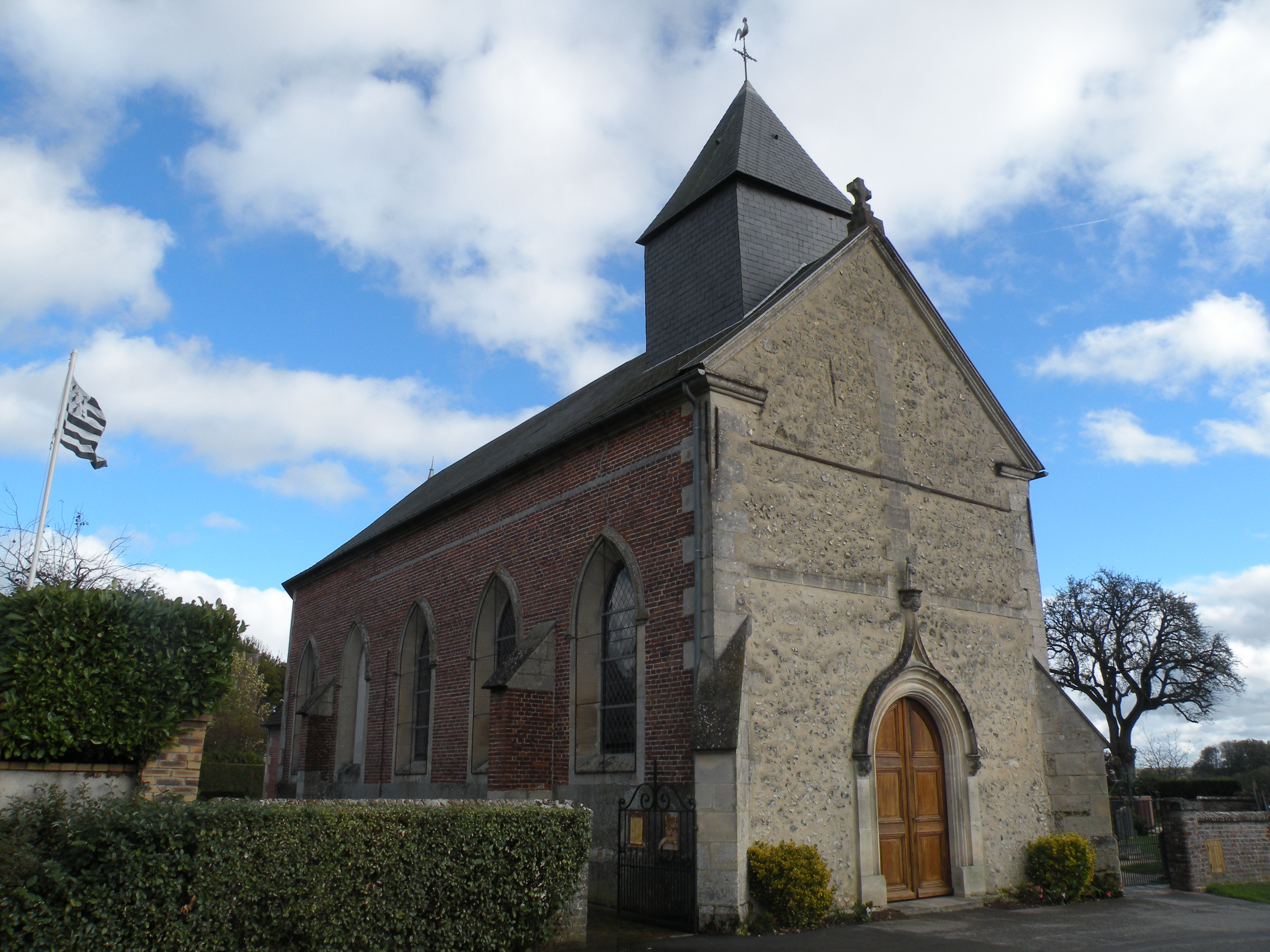
L'église.

L'église Saint-Éloi, construite en briques, date du XIXe siècle. Elle comprend une façade du XVIe siècle est en pierres et silex.

### Personnalités liées à la commune
- Jean-François Mancel, député de l'Oise (1978-1981, 1988-1997 et 2013- ), président du conseil général de l'Oise (1995-2004), président de l'intercommunalité (1997-2016) et conseiller municipal de Novilliers (1995 à ce jour)